# 陳士枚
陳士枚（1794年—1866年），字勿齋，山西平定（今山西省平定縣）人，清朝政治人物，同進士出身。
道光六年（1826年）丙戌科進士，授吏部主事。道光十六年，任文選司主事。道光十八年，任吏部員外郎。道光二十年，升任吏部郎中；同年改任湖北荊州府知府、武漢黃德道。道光二十一年，任湖北按察使、江西吉南贛寧兵備道。道光二十三年，任山東鹽運司東省鹽政、山東按察使。道光二十五年。任福建按察使。次年，任四川布政使，后改知州銜。道光二十八年，任陝西巡撫。咸豐三年，在籍團練。有子陳藎章。